# Psychrolutes occidentalis
Psychrolutes occidentalis es un pez abisal que pertenece a la familia Psychrolutidae. Habita en el Océano Índico, más específicamente en Rowley Shoals, Australia.
Esta especie fue reconocida por primera vez en 1990 por Ronald Fricke.